# A luta continua
A luta continua foi um grito de guerra usado pela Frente de Libertação de Moçambique (FRELIMO) durante a guerra que levou à independência do país, em 1975.

## Origem
A primeira ocorrência da frase parece ser um discurso de Eduardo Mondlane, líder revolucionário e ideólogo da nação moçambicana, em 1967: "Não há antagonismo entre as realidades da existência de vários grupos étnicos e a Unidade Nacional. Nós lutamos juntos, e juntos reconstruímos e recriamos o nosso país, produzindo uma nova realidade – um Novo Moçambique, Unido e Livre. A luta continua!".
Em 1974, a frase foi título de um livro, da editora portuguesa Afrontamento, que reunia discursos de Samora Machel, também líder da FRELIMO e primeiro presidente de Moçambique.

## Usos posteriores

### Artes e cultura
"A luta continua" virou título de discos de artistas como o grupo português Ena Pá 2000 e o músico jamaicano Big Youth. Também é o título de uma música gravada pela cantora e ativista sul-africana Miriam Makeba.
O diretor de cinema estadunidense Jonathan Demme usou a frase para encerrar ao menos quatro de seus filmes, entre eles os conhecidos Filadelfia, de 1993, e O Silêncio dos Inocentes, de 1991.
No disco "Time's Up" do grupo Living Colours, a frase está inserida na ficha técnica.

### Militância política

#### Movimento LGBT de Uganda
"A luta continua" tem sido usada como grito de guerra do movimento LGBT do Uganda, país que vem sofrendo com o aumento da homofobia. Em 2011, a frase foi estampada em camisetas para o funeral do ativista David Kato, um dos principais líderes do movimento LGBT na África, assassinado por ser homossexual e militante pelos Direitos Humanos. Por esse motivo, a frase aparece várias vezes no documentário Meu nome é Kuchu, de 2012.

Em Portugal
O slogan continua a ser usado em Portugal como palavra de ordem, maioritariamente associado a movimentos estudantis e partidos e movimentos de esquerda.